# Rap (lydord)
 For alternative betydninger, se Rap (flertydig). (Se også artikler, som begynder med Rap)
Rap er et dansk lydord, der bruges til at efterligne den lyd en and laver. Denne lyd er ikke ens på alle sprog. Eksempelvis bruges quack på engelsk.
| Sprog | Spire Denne artikel om sprog er en spire som bør udbygges. Du er velkommen til at hjælpe Wikipedia ved at udvide den. |